# Peștera Gura Plaiului
Peștera Gura Plaiului (monument al naturii) este o arie protejată de interes național ce corespunde categoriei a III-a IUCN (rezervație naturală de tip speologic), situată în județul Gorj, pe teritoriul administrativ al orașului Tismana.

## Localizare
Aria naturală se află în Munții Vâlcan, în partea nord-vestică a județului Gorj și cea nordică a satului Topești, în abruptul calcaros al dealului Gura Plaiului, la o altitudine de 650 m.

## Descriere
Rezervația naturală declarată arie protejată prin Legea Nr.5 din 6 martie 2000 (privind aprobarea Planului de amenajare a teritoriului național - Secțiunea a III-a - zone protejate) are o suprafață de 10 hectare și reprezintă o cavitate (peșteră) cu galerii și săli bogate în forme concreționare.